# 陈四清
陈四清（1960年4月2日—），湖南湘阴人，中华人民共和国银行家。曾任中国银行和中国工商银行董事长。

## 生平
1982年毕业于湖北财经学院 (现中南财经政法大学) 基建专业。1990年8月加入中国银行。曾任中國銀行福建分行行長助理和副行長。1999年获得澳大利亚莫道克大学工商管理硕士学位。2002年1月至2005年9月任中行风险管理部总经理。2005年9月至2008年5月任中国银行广东省分行行长。2008年6月任中行副行长。2014年2月，接替到龄退休的李礼辉，升任中行行长。2017年7月31日任中国银行董事长、党委书记。同年10月，中国共产党第十九次全国代表大会上当选中国共产党第十九届中央委员会候补委员。
2018年8月19日下午，陈四清与在北京官访的马来西亚首相马哈迪·莫哈末会面。
2019年4月，转任中国工商银行董事长。2024年2月卸任。